# Ejército de Yibuti
El Ejército Nacional de Yibuti (en árabe: جيش جيبوتي البري) (en francés: Armée de terre de Djibouti) es la rama más grande de las Fuerzas Armadas de Yibuti, y tiene su base en la ciudad de Yibuti. Yibuti ha modernizado sus fuerzas terrestres llevando a cabo proyectos de ingeniería militar y diversos avances en materia de seguridad nacional.

## Introducción

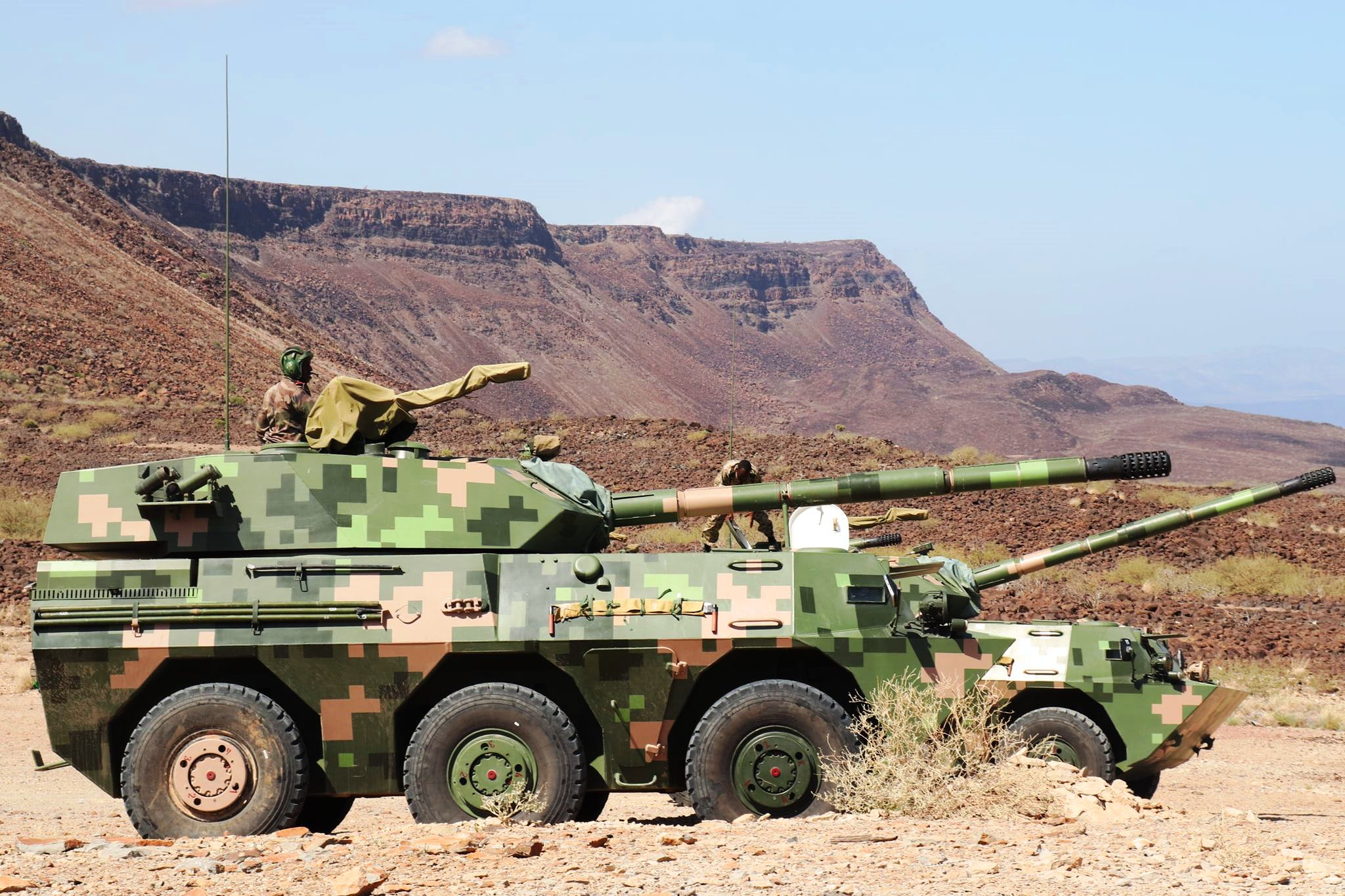
Un cazacarros WMA-301 del Ejército de Yibuti durante una demostración en la base militar de Maryama.

El Ejército de Yibuti debe operar en terrenos montañosos y otros terrenos accidentados, pero debe hacerlo sin afectar la capacidad mecanizada necesaria para enfrentar a las fuerzas regionales. Las tareas oficiales de las Fuerzas Armadas incluyen el fortalecimiento del país contra ataques externos y el mantenimiento de la seguridad fronteriza. Es responsable de la defensa del territorio nacional de Yibuti. En tiempos de paz, el Ejército de Yibuti cuenta con aproximadamente 9000 efectivos y una fuerza de reserva de aproximadamente 7000 efectivos. Yibuti tiene un ejército más pequeño que sus países vecinos. Sin embargo, su seguridad nacional se mantiene ante incursiones extranjeras. Al reformar el Ejército Nacional de Yibuti, la mayor parte de la atención y los recursos financieros disponibles se han dirigido al desarrollo de las fuerzas terrestres.

## Historia
Los enfrentamientos con las Fuerzas armadas eritreas en 2008 demostraron la superioridad del entrenamiento y las habilidades de las fuerzas de Yibuti, pero también pusieron de relieve el hecho de que el pequeño ejército yibutiense sería incapaz de contrarrestar las fuerzas armadas más grandes, aunque menos equipadas, de los países vecinos. El ejército se ha concentrado en la movilidad en sus compras de equipamiento militar, si bien este es un concepto adecuado para las tareas de patrulla fronteriza, reconocimiento blindado y contraataque militar, resulta inadecuado para la guerra acorazada. Los enfrentamientos fronterizos de 2008 aumentaron, al menos temporalmente, las filas del ejército de Yibuti, y se llamó a filas a personal retirado, pero el tamaño y las capacidades del ejército se han reducido mucho desde los años 1990. Como resultado de las tensiones con los países vecinos durante la década de 1980 y principios de 2002, el Ejército de Yibuti perfeccionó los conceptos estratégicos existentes y finalmente formuló un plan para reestructurar sus fuerzas armadas. Aunque se evitaron las guerras, las amenazas de los años 1980 y 2008 alentaron al ejército a abordar de manera más efectiva su principal desventaja en materia de defensa, la falta de profundidad estratégica para llevar a cabo una defensa en profundidad. Por eso, a principios de la década de los 2000, buscó un modelo de organización del ejército que permitiera mejorar las capacidades defensivas mediante la reestructuración de las fuerzas armadas en unidades más pequeñas y móviles, en lugar de las divisiones tradicionales. A lo largo de los años, el Ejército de Yibuti se ha beneficiado del apoyo material y financiero de varios países como Francia, Egipto, Arabia Saudita, Marruecos y Estados Unidos. Actualmente, el monto asignado a defensa representa la partida individual más grande del presupuesto del país africano. Durante y desde el conflicto fronterizo entre Yibuti y Eritrea, el ejército yibutiense ha crecido exponencialmente, en comparación con su tamaño en tiempos de paz, que oscilaba entre unos 6000 y 10 000 hombres.

## Misiones internacionales
Yibuti ha participado en misiones internacionales en Somalia y Sudán. Hay 3500 efectivos del ejército de Yibuti desplegados en el extranjero. Yibuti retiró su personal de Sudán el 30 de junio de 2021.
| Ubicación | Misión                                                                           | Tamaño                  |
| --------- | -------------------------------------------------------------------------------- | ----------------------- |
| Somalia   | Misión de la Unión Africana en Somalia (MUAS)                                    | 3500                    |
| Sudán     | Operación Híbrida de la Unión Africana y las Naciones Unidas en Darfur (OHUANUD) | 151 agentes de policía. |

## Organización
El Ejército de Yibuti está repartido en seis regiones militares (las regiones de Yibuti, Tadjoura, Dikhil, Ali-Sabieh, Arta y Obock) sus unidades operacionales son las siguientes:
- Un regimiento blindado formado por un escuadrón de reconocimiento blindado, tres escuadrones blindados y un escuadrón de armas antitanque en Yibuti.

- Cuatro regimientos de infantería (cada uno de ellos formado por tres o cuatro batallones de infantería y una compañía de apoyo).

- - Un regimiento interarmas en Dikhil.
  - Un regimiento interarmas en Ali Sabieh.
  - Un regimiento interarmas en Tadjoura.
  - Un regimiento interarmas en Obock.

- Una fuerza de reacción rápida que incluye cuatro batallones de infantería y una compañía de apoyo en Arta.

- Un regimiento de la guardia republicana.

- Un regimiento de artillería de campaña.
- Un regimiento de logística militar.

- Una compañía de desminado.
- Una compañía de inteligencia de señales.
- Una compañía de informática y computación.
- Una compañía de sistemas de la información.
- Una compañía de apoyo operacional.

## Graduación militar (Ejército)

### Generales
| Grado militar       | Insignia | Rangos OTAN |
| ------------------- | -------- | ----------- |
| Teniente General    |          | OF-8        |
| General de Ejército |          | OF-7        |
| General de División |          | OF-6        |
| General de Brigada  |          | OF-5        |

### Oficiales y cadetes
| Grado militar    | Insignia | Rangos OTAN |
| ---------------- | -------- | ----------- |
| Coronel          |          | OF-4        |
| Teniente coronel |          | OF-3        |
| Comandante       |          | OF-2        |
| Capitán          |          | OF-2        |
| Teniente         |          | OF-1        |
| Alférez          |          | OF-1        |
| Cadete           |          | OF-D        |

### Suboficiales y tropa
| Grado militar    | Insignia | Rangos OTAN |
| ---------------- | -------- | ----------- |
| Sargento mayor   |          | OR-6        |
| Sargento primero |          | OR-5        |
| Sargento         |          | OR-4        |
| Cabo primero     |          | OR-3        |
| Cabo             |          | OR-2        |
| Soldado          |          | OR-1        |

## Equipamiento

### Armas de fuego
| Nombre                          | Imagen                   | Origen                   | Tipo                                                                 | Munición                 | Fabricante                                                     |
| Pistolas semiautomáticas        | Pistolas semiautomáticas | Pistolas semiautomáticas | Pistolas semiautomáticas                                             | Pistolas semiautomáticas | Pistolas semiautomáticas                                       |
| ------------------------------- | ------------------------ | ------------------------ | -------------------------------------------------------------------- | ------------------------ | -------------------------------------------------------------- |
| Beretta 92                      |                          | Italia                   | Pistola semiautomática                                               | 9 × 19 mm Parabellum     | Beretta                                                        |
| Beretta M9                      |                          | Italia                   | Pistola semiautomática                                               | 9 × 19 mm Parabellum     | Beretta                                                        |
| MAC 1950                        |                          | Francia                  | Pistola semiautomática                                               | 9 × 19 mm Parabellum     | MAC                                                            |
| MAB PA-15                       |                          | Francia                  | Pistola semiautomática                                               | 9 × 19 mm Parabellum     | Manufacture d'armes de Bayonne                                 |
| Subfusiles                      |                          |                          |                                                                      |                          |                                                                |
| MAT-49                          |                          | Francia                  | Subfusil                                                             | 9 × 19 mm Parabellum     | Manufacture Nationale d'Armes de Tulle                         |
| Fusiles de asalto               |                          |                          |                                                                      |                          |                                                                |
| AKM                             |                          | Rusia                    | Fusil de asalto                                                      | 7,62 × 39 mm             | Corporación Kalashnikov                                        |
| Tipo 56                         |                          | China                    | Fusil de asalto                                                      | 7,62 × 39 mm             | Norinco                                                        |
| IMI Galil                       |                          | Israel                   | Fusil de asalto                                                      | 5,56 × 45 mm OTAN        | IMI Systems                                                    |
| FAMAS                           |                          | Francia                  | Fusil de asalto                                                      | 5,56 × 45 mm OTAN        | KNDS Francia                                                   |
| Steyr AUG                       |                          | Austria                  | Fusil de asalto                                                      | 5,56 × 45 mm OTAN        | Steyr Arms                                                     |
| Fusil M16                       |                          | Estados Unidos           | Fusil de asalto                                                      | 5,56 × 45 mm OTAN        | Colt's Manufacturing Company                                   |
| Fusiles de combate              |                          |                          |                                                                      |                          |                                                                |
| FN FAL                          |                          | Bélgica                  | Fusil de combate                                                     | 7,62 × 51 mm OTAN        | FN Herstal                                                     |
| Heckler & Koch G3               |                          | Alemania                 | Fusil de combate                                                     | 7,62 × 51 mm OTAN        | Heckler & Koch                                                 |
| SIG SG 540                      |                          | Suiza                    | Fusil de combate                                                     | 5,56 × 45 mm OTAN        | SIG                                                            |
| Fusiles de francotirador        |                          |                          |                                                                      |                          |                                                                |
| Fusil de francotirador Dragunov |                          | Rusia                    | Fusil de francotiradorFusil de tirador designadoFusil semiautomático | 7,62 × 54 mm R           | Corporación Kalashnikov                                        |
| M24 SWS                         |                          | Estados Unidos           | Fusil de francotiradorFusil de cerrojo                               | 7,62 × 51 mm OTAN        | Remington Arms                                                 |
| Ametralladoras                  |                          |                          |                                                                      |                          |                                                                |
| MAC M1924/29                    |                          | Francia                  | Ametralladora ligera                                                 | 7,5 × 54 mm Francés      | Manufacture d'armes de Châtellerault                           |
| RPK                             |                          | Rusia                    | Ametralladora ligera                                                 | 7,62 × 39 mm             | Planta de construcción de maquinaria de Vyatskiye Polyany      |
| Ametralladora ligera RPD        |                          | Rusia                    | Ametralladora ligera                                                 | 7,62 × 39 mm             | Planta Degtiariov                                              |
| AAT-52                          |                          | Francia                  | Ametralladora de propósito general                                   | 7,5 × 54 mm Francés      | Manufacture d'Armes de Saint-Etienne                           |
| FN MAG                          |                          | Bélgica                  | Ametralladora de propósito general                                   | 7,62 × 51 mm OTAN        | FN Herstal                                                     |
| Ametralladora PK                |                          | Rusia                    | Ametralladora de propósito general                                   | 7,62 × 54 mm R           | Planta Degtiariov                                              |
| Browning M2                     |                          | Estados Unidos           | Ametralladora pesada                                                 | 12,7 × 99 mm OTAN        | General DynamicsFN HerstalUS OrdnanceOhio Ordnance             |
| Ametralladora NSV               |                          | Kazajistán               | Ametralladora pesada                                                 | 12,7 × 108 mm            | Empresa de construcción de maquinaria de Kazajistán Occidental |
| Lanzagranadas automáticos       |                          |                          |                                                                      |                          |                                                                |
| Mk 19                           |                          | Estados Unidos           | Lanzagranadas automático                                             | Granada de 40 mm         | General Dynamics                                               |

### Armas antitanque
| Nombre                  | Imagen       | Origen         | Tipo                          | Calibre      | Fabricante                                     |
| Lanzacohetes            | Lanzacohetes | Lanzacohetes   | Lanzacohetes                  | Lanzacohetes | Lanzacohetes                                   |
| ----------------------- | ------------ | -------------- | ----------------------------- | ------------ | ---------------------------------------------- |
| RPG-7                   |              | Rusia          | Granada propulsada por cohete | 85 mm        | Bazalt                                         |
| LRAC F1                 |              | Francia        | Granada propulsada por cohete | 89 mm        | Manufacture Nationale d'Armes de Saint-Etienne |
| Cañones sin retroceso   |              |                |                               |              |                                                |
| Cañón sin retroceso M40 |              | Estados Unidos | Cañón sin retroceso           | 105 mm       | Watervliet Arsenal                             |
| APILAS                  |              | Francia        | Cañón sin retroceso           | 112 mm       | KNDS Francia                                   |

### Artillería
| Nombre                               | Fotografía           | Origen               | Tipo                                       | Calibre              | Fabricante           |
| Artillería antiaérea                 | Artillería antiaérea | Artillería antiaérea | Artillería antiaérea                       | Artillería antiaérea | Artillería antiaérea |
| ------------------------------------ | -------------------- | -------------------- | ------------------------------------------ | -------------------- | -------------------- |
| Cañón automático F2                  |                      | Francia              | Artillería antiaérea                       | 20 mm                | KNDS Francia         |
| ZU-23-2                              |                      | Rusia                | Artillería antiaérea                       | 23 mm                | KBP                  |
| Cañon automático Bofors L70 de 40 mm |                      | Suecia               | Artillería antiaérea                       | 40 mm                | Bofors               |
| Artillería autopropulsada            |                      |                      |                                            |                      |                      |
| Obús autopropulsado M109             |                      | Estados Unidos       | Artillería autopropulsada                  | 155 mm               | BAE Systems Inc.     |
| Artillería de cohetes                |                      |                      |                                            |                      |                      |
| Tipo 63                              |                      | China                | Artillería de cohetesLanzacohetes múltiple | 106.7 mm             | Fábrica estatal 847  |
| BM-21                                |                      | Rusia                | Artillería de cohetesLanzacohetes múltiple | 122.4 mm             | NPO Splav            |
| Artillería remolcada                 |                      |                      |                                            |                      |                      |
| D-30                                 |                      | Rusia                | Artillería remolcada                       | 122 mm               | Planta PJSC 9        |
| Morteros                             |                      |                      |                                            |                      |                      |
| MO 120 RT                            |                      | Francia              | Mortero                                    | 120 mm               | TDA Armements        |

### Vehículos
| Nombre                               | Imagen                          | Origen                          | Tipo                                | Fabricante                      |
| Automóviles blindados militares      | Automóviles blindados militares | Automóviles blindados militares | Automóviles blindados militares     | Automóviles blindados militares |
| ------------------------------------ | ------------------------------- | ------------------------------- | ----------------------------------- | ------------------------------- |
| Panhard AML                          |                                 | Francia                         | Automóvil blindado (militar)        | Panhard                         |
| BRDM-2                               |                                 | Rusia                           | Automóvil blindado (militar)        | GAZ                             |
| Camiones militares                   |                                 |                                 |                                     |                                 |
| ACMAT VLRA                           |                                 | Francia                         | Camión militar                      | ACMAT                           |
| REO M35                              |                                 | Estados Unidos                  | Camión militar                      | REO Motor Car Company           |
| Unimog U4000                         |                                 | Alemania                        | Camión militar                      | Daimler Truck                   |
| Ural-4320                            |                                 | Rusia                           | Camión militar                      | UralAZ                          |
| Cazacarros                           |                                 |                                 |                                     |                                 |
| WMA-301                              |                                 | China                           | Cazacarros                          | Norinco                         |
| Vehículos de combate de infantería   |                                 |                                 |                                     |                                 |
| Ratel IFV                            |                                 | Sudáfrica                       | VCI                                 | Land Systems OMC                |
| Vehículos de reconocimiento blindado |                                 |                                 |                                     |                                 |
| Véhicule Blindé Léger                |                                 | Francia                         | Vehículo de reconocimiento blindado | Panhard                         |
| Vehículos utilitarios ligeros        |                                 |                                 |                                     |                                 |
| Humvee                               |                                 | Estados Unidos                  | Vehículo utilitario ligero          | AM General                      |
| Vehículos todoterreno                |                                 |                                 |                                     |                                 |
| Land Rover Defender                  |                                 | Reino Unido                     | Vehículo todoterreno                | Land Rover                      |
| Mercedes-Benz Clase G                |                                 | Austria                         | Vehículo todoterreno                | Magna Steyr                     |
| Vehículos utilitarios deportivos     |                                 |                                 |                                     |                                 |
| Toyota Land Cruiser Prado            |                                 | Japón                           | VUD                                 | Toyota                          |
| Transportes blindados de personal    |                                 |                                 |                                     |                                 |
| BTR-60                               |                                 | Rusia                           | TBP                                 | GAZ                             |
| BTR-80                               |                                 | Rusia                           | TBP                                 | GAZ                             |
| Saxon                                |                                 | Reino Unido                     | TBP                                 | GKN                             |
| Puma (transporte blindado)           |                                 | Italia                          | TBP                                 | FiatIvecoOTO Melara             |
| VPRMEs                               |                                 |                                 |                                     |                                 |
| RG-33                                |                                 | Sudáfrica                       | VPRME                               | Land Systems OMC                |
| Casspir                              |                                 | Sudáfrica                       | VPRME                               | Land Systems OMC                |
| Cougar                               |                                 | Estados Unidos                  | VPRME                               | Force Protection, Inc.          |

## Fuerza Aérea de Yibuti
La Fuerza Aérea de Yibuti (FAY) es la rama de guerra aérea del ejército de Yibuti. La Fuerza Aérea de Yibuti (en francés: Forces Aériennes Djiboutiennes) es la Fuerza Aérea de Yibuti. Fue establecida como parte de las Fuerzas Armadas de Yibuti después de que el país obtuvo su independencia el 27 de junio de 1977. 

### Introducción
Las tareas de la Fuerza Aérea de Yibuti en tiempos de paz son: Vigilar el espacio aéreo, realizar patrullas aéreas y vuelos de identificación, prestar apoyo aéreo cercano a las fuerzas terrestres, y apoyar a las operaciones civiles durante las situaciones de emergencia nacional. Las primeras aeronaves incluyeron tres aviones de transporte Nord N.2501 Noratlas, así como un helicóptero francés Aérospatiale Alouette II. La FAY tiene el mandato de proteger el espacio aéreo de Yibuti y apoyar a las fuerzas terrestres de Yibuti.

### Historia de la Fuerza Aérea de Yibuti
Yibuti obtuvo su independencia en 1977, pero sus primeras bases aéreas habían sido establecidas en 1932 por la Fuerza Aérea de Francia. Tras un acuerdo firmado entre los gobiernos de Yibuti y Francia en 1978, los aviadores yibutianos comenzaron a entrenarse con la ayuda de personal técnico y pilotos franceses. En 1982, la Fuerza Aérea de Yibuti se incrementó con dos helicópteros Eurocopter AS355 Écureuil 2 y una avioneta Cessna 206, seguidos en 1985 por una Cessna 402C Utiliner. En 1985, el helicóptero Aérospatiale Alouette III fue retirado y puesto en exhibición en la base aérea de Ambouli, ubicada en el aeropuerto de Yibuti. Dos años más tarde, las tres aeronaves Nord Noratlas también fueron apartadas y devueltas a Francia posteriormente. En 1991 se incorporó una nueva aeronave, una avioneta Cessna 208 Caravan, y algunas aeronaves rusas a principios de los años noventa del siglo XX, entre ellas se encontraban cuatro helicópteros Mil Mi-2, seis Mil Mi-8 y dos Mil Mi-17, así como un único avión de transporte ligero ucraniano Antonov An-28. El gobierno de Yibuti envió a los aviadores yibutianos al extranjero para formarse en países como Francia, Estados Unidos, la antigua Unión Soviética, Egipto y el Reino de Marruecos. Tras su formación, muchos de estos hombres se convirtieron en los principales instructores y pilotos del país africano. En 2018, la Fuerza Aérea de Yibuti contaba con una dotación de 360 efectivos y operaba una pequeña cantidad de aviones de transporte y helicópteros. Yibuti posee vehículos aéreos no tripulados (VANT), incluidos drones de ataque a tierra, vigilancia y reconocimiento aéreo. En 2022, Yibuti compró una cantidad desconocida de drones turcos Bayraktar TB2.

### Aeronaves

#### Aviones
| Aeronave            | Fotografía          | Origen              | Tipo                    | Fabricante                                |
| Aviones utilitarios | Aviones utilitarios | Aviones utilitarios | Aviones utilitarios     | Aviones utilitarios                       |
| ------------------- | ------------------- | ------------------- | ----------------------- | ----------------------------------------- |
| Cessna 208 Caravan  |                     | Estados Unidos      | Avión utilitario        | Cessna                                    |
| Harbin Y-12         |                     | China               | Avión utilitarioSTOL    | Harbin Aircraft Manufacturing Corporation |
| Aviones de línea    |                     |                     |                         |                                           |
| Xian MA60           |                     | China               | Avión de línea regional | Xi'an Aircraft Industrial Corporation     |

#### Helicópteros
| Aeronave                           | Fotografía               | Origen                   | Tipo                              | Fabricante                                |
| Helicópteros utilitarios           | Helicópteros utilitarios | Helicópteros utilitarios | Helicópteros utilitarios          | Helicópteros utilitarios                  |
| ---------------------------------- | ------------------------ | ------------------------ | --------------------------------- | ----------------------------------------- |
| Eurocopter AS355 Ecureuil 2        |                          | Francia                  | Helicóptero utilitario            | Airbus Helicopters                        |
| Eurocopter AS565 Panther           |                          | Francia                  | Helicóptero utilitario            | Airbus Helicopters                        |
| Harbin Z-9                         |                          | China                    | Helicóptero utilitario            | Harbin Aircraft Manufacturing Corporation |
| Helicópteros de transporte militar |                          |                          |                                   |                                           |
| Mil Mi-8                           |                          | Rusia                    | Helicóptero de transporte militar | Fábrica de helicópteros Mil de Moscú      |
| Helicópteros de ataque             |                          |                          |                                   |                                           |
| Mil Mi-24                          |                          | Rusia                    | Helicóptero de ataque             | Fábrica de helicópteros Mil de Moscú      |

#### Drones
| Aeronave      | Fotografía | Origen  | Tipo     | Fabricante |
| Drones        | Drones     | Drones  | Drones   | Drones     |
| ------------- | ---------- | ------- | -------- | ---------- |
| Bayraktar TB2 |            | Turquía | MALEUCAV | Baykar     |

### Graduación militar (Fuerza Aérea)

#### Generales
| Grado militar       | Insignia | Rangos OTAN |
| ------------------- | -------- | ----------- |
| Teniente General    |          | OF-8        |
| General de Ejército |          | OF-7        |
| General de División |          | OF-6        |
| General de Brigada  |          | OF-5        |

#### Oficiales y cadetes
| Grado militar    | Insignia | Rangos OTAN |
| ---------------- | -------- | ----------- |
| Coronel          |          | OF-4        |
| Teniente coronel |          | OF-4        |
| Comandante       |          | OF-3        |
| Capitán          |          | OF-2        |
| Teniente         |          | OF-1        |
| Alférez          |          | OF-1        |
| Cadete           |          | OF-D        |

#### Suboficiales y tropa
| Grado militar    | Insignia | Rangos OTAN |
| ---------------- | -------- | ----------- |
| Sargento mayor   |          | OR-6        |
| Sargento primero |          | OR-5        |
| Sargento         |          | OR-4        |
| Cabo primero     |          | OR-3        |
| Cabo             |          | OR-2        |
| Soldado          |          | OR-1        |

## Gendarmería Nacional de Yibuti
La Gendarmería Nacional de Yibuti es un organismo encargado de hacer cumplir la ley. La Gendarmería Nacional de Yibuti (en francés: Gendarmerie Nationale Djiboutienne) es la fuerza encargada de las tareas de aplicación de la ley especializadas y de alto riesgo. Es una de las dos principales fuerzas policiales de Yibuti (la otra es la Policía de Yibuti, una fuerza civil) ambas con jurisdicción sobre la población civil. Es una rama de las Fuerzas Armadas de Yibuti y está bajo la jurisdicción del Ministerio del Interior, su área de responsabilidad incluye las ciudades más pequeñas y las áreas rurales.

### Historia de la Gendarmería Nacional
La Gendarmería de Yibuti fue creada el 6 de junio de 1977, encabezada por una autoridad civil que lleva el título de director general.  En 1978, el puesto de director general fue abolido y la Institución quedó bajo la autoridad del Jefe del Estado Mayor de las Fuerzas Armadas de Yibuti. Constituye un cuerpo del ejército nacional y está comandado de facto por un oficial superior que lleva el título de comandante del cuerpo. En ese momento, la Institución contaba con un personal de 300 gendarmes. Colocada bajo la autoridad directa del Jefe del Estado Mayor General de las Fuerzas Armadas, la Gendarmería es administrada y comandada de la misma manera que los demás Cuerpos del ejército, estando centralizadas las decisiones importantes, a nivel del alto mando militar.  La Institución no se beneficia de ninguna política específica y está sujeta a la política general de empleo vigente en todas las formaciones militares, y esto en todos los niveles: administración de personal, administración financiera y presupuestaria, instrucciones y pasantías, etc. Fuerza militar de pleno derecho, en 1991, la gendarmería participó junto con las demás fuerzas armadas durante el conflicto armado que sacudió al país desencadenado por el Frente para la Restauración de la Unidad y la Democracia. En esta situación de guerra y sus acontecimientos, la plantilla de la Institución se reflotó, en particular con las incorporaciones en el marco de la movilización general.

## Guardia Republicana de Yibuti
La Guardia Republicana de Yibuti es una unidad militar de Yibuti. La Guardia Republicana de Yibuti (en francés: Garde Républicaine Djiboutienne) es una sección de las Fuerzas Armadas de Yibuti que ofrece servicios de seguridad a las más altas autoridades del estado de Yibuti. La guardia republicana está bajo la autoridad directa del Presidente de Yibuti. La unidad es considerada tradicionalmente como una unidad militar leal al gobierno, y es la unidad mejor armada y entrenada de las fuerzas armadas, es la unidad de seguridad más poderosa de Yibuti y es responsable de garantizar la seguridad nacional del país africano.